# John MacKay, Baron MacKay of Ardbrecknish
John Jackson MacKay, Baron MacKay of Ardbrecknish PC, JP, DL (* 15. November 1938 in Lochgilphead, Argyll; † 21. Februar 2001) war ein britischer Politiker.

## Leben
John MacKay wurde als Kind von Jackson und Jean Mackay geboren. Er studierte an der Universität Glasgow, wo er einen Bachelorabschluss sowie ein Diplom in Pädagogik erwarb. Später war er als Leiter der Fachschaft Mathematik an der Oban High School in Oban tätig. 1961 ehelichte Mackay Sheena Wagner mit der er drei Nachfahren zeugte, Fiona (* 1964), David (* 1967) und Colin (* 1969).

## Politischer Werdegang
Bei den Unterhauswahlen im Februar 1974 bewarb sich MacKay für die Scottish Conservative Party um das Mandat des Wahlkreises Na h-Eileanan an Iar. Er konnte jedoch nur 6,9 % der Stimmen auf sich vereinen. Im Wahlkreis Argyll trat MacKay bei den Unterhauswahlen im Oktober 1974 an. Er unterlag jedoch dem SNP-Kandidaten Iain MacCormick, der das Mandat bei den Wahlen im Februar desselben Jahres gegen den Konservativen Michael Noble errungen hatte. Auf Grund massiver Stimmverluste auf Seiten MacCormicks gelang es MacKay bei den folgenden Unterhauswahlen 1979 die Stimmmehrheit zu erringen. In der Folge zog er erstmals in das britische Unterhaus ein. 1982 wurde Mackay Parliamentary Private Secretary des Schottland-Ministers George Younger. Des Weiteren bekleidete MacKay zwischen 1982 und 1987 den Posten des Unterstaatssekretärs im Schottland-Ministerium.
Vor den Unterhauswahlen 1983 wurde MacKays Wahlkreis Argyll zugunsten des neugeschaffenen Wahlkreises Argyll and Bute aufgelöst. Mit leichten Stimmgewinnen konnte MacKay das Mandat erringen. Bei den Unterhauswahlen 1987 verlor MacKay sein Mandat gegen Ray Michie, die Kandidatin der Liberalen und schied aus dem Unterhaus aus. Im Juni 1991 wurde MacKay als Baron Mackay of Ardbrecknish, of Tayvallich in the District of Argyll and Bute als Life Peer installiert. Während seiner Zeit als Lord-in-Waiting zwischen 1993 und 1994 war MacKay als Unterstaatssekretär im Verkehrsministerium tätig. Zwischen 1994 und 1997 war er zudem Staatssekretär für Soziales. 1996 wurde er in den Kronrat berufen.